# オノエンジニアリング
オノエンジニアリングは、東京都八王子市に本社を置く自動車販売・自動車整備、貸切バス事業を行う会社。「オノエンスター (ONOEN STAR) 」ブランドによる揚州亜星製の電気バス輸入販売で知られる。

## 概要
1998年2月、会社設立。元は中古車販売や整備を行う業者であった。2001年に「オノエン観光バス」として貸切バス事業に進出した。
2014年からは実写映画『THE NEXT GENERATION -パトレイバー-』で使用されたパトレイバーの出張デッキアップイベントを行っており、デッキアップ装置の製作や撮影時の稼働等に使用する劇用車の製作も行っている。
2016年には、揚州亜星製のオーストラリア向け仕様の右ハンドル車「アジアスター」を改装して日本向け仕様とした車両を輸入し「オノエンスター」ブランドで販売開始した。
2019年には中古バス販売事業に進出した。
2020年にはアジアスターの電気バス輸入・販売事業を開始したが、翌2021年に揚州亜星とともに新会社として株式会社ASIASTAR MOTOR COACH（アジアスターモーターコーチ）を設立し、輸入・販売事業を移管した。
貸切バス事業では、かつては三菱ふそう・エアロキングなども保有していたが、2022年1月現在、オノエンジニアリング公式サイトの貸切バスのページ「観光バス、リムジン貸切」には「アイテムデータがありません。」としか記載されていない。

## 販売車種
- YBL6805H（オノエンスター）[6][7]
  - 中型観光バス
  - 全長:8.045m
  - 全幅:2.46m
  - 全高:3.36m
  - 定員:35名

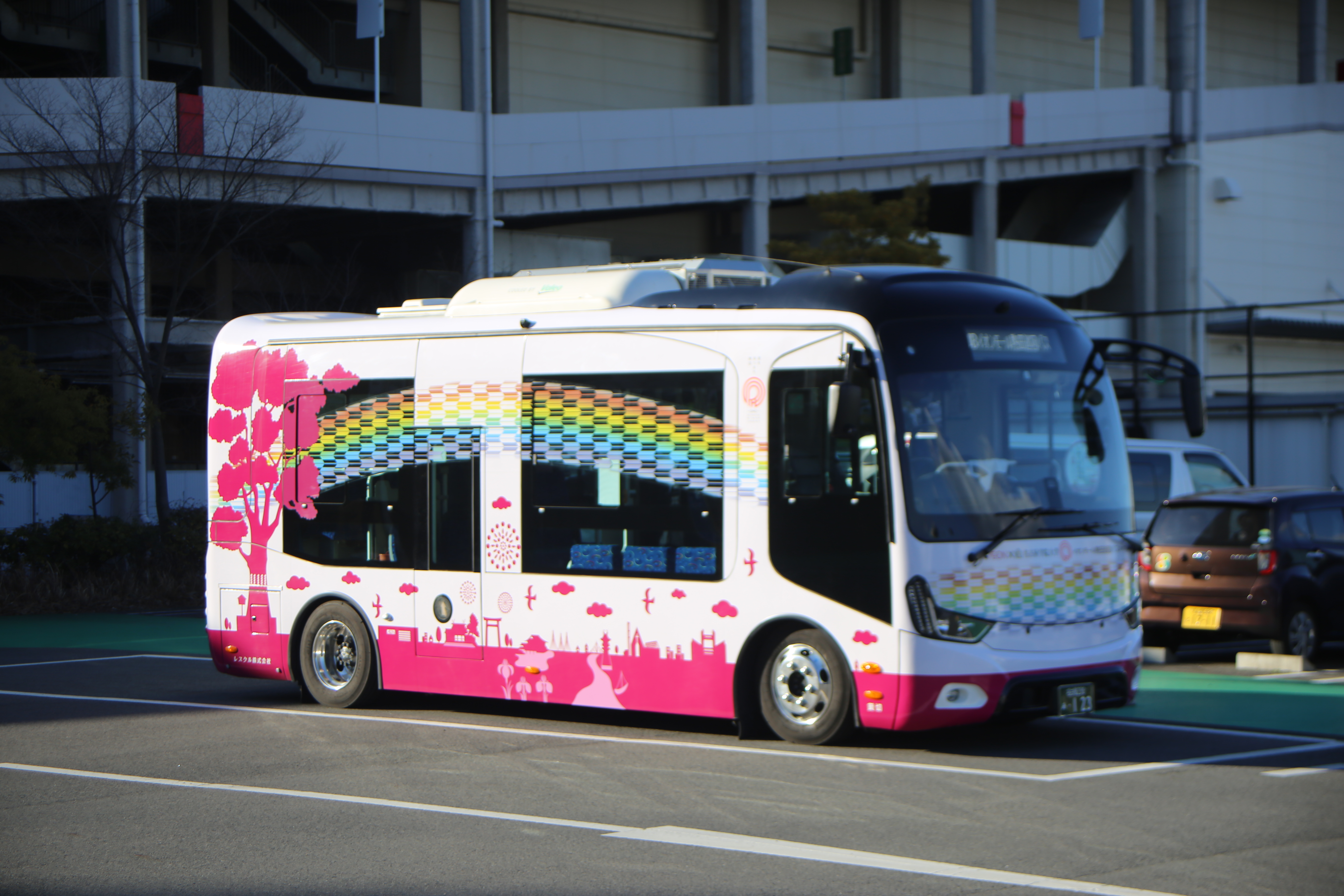
JS6690GHBEV レスクル

- JS6108GHBEV（オノエンスター・EV10.5）[8]
  - 大型路線バス（電気バス）
  - 全長:10.5m
  - 全幅:2.5m
  - 全高:3.21m
  - 車両重量:10,750kg
  - 定員:81人

- JS6851GHBEV（オノエンスター・EV9.0）
  - 中型路線バス（電気バス）
  - 全長:8.99m
  - 全幅:2.5m
  - 全高:3.2m
  - 車両重量:8,900kg
  - 定員:57人

- JS6690GHBEV（オノエンスター・EV7.0）
  - 小型路線バス（電気バス）
  - 全長:6.99m
  - 全幅:2.26m
  - 全高:3.04m
  - 車両重量:6,130kg
  - 定員:37人

## 導入実績

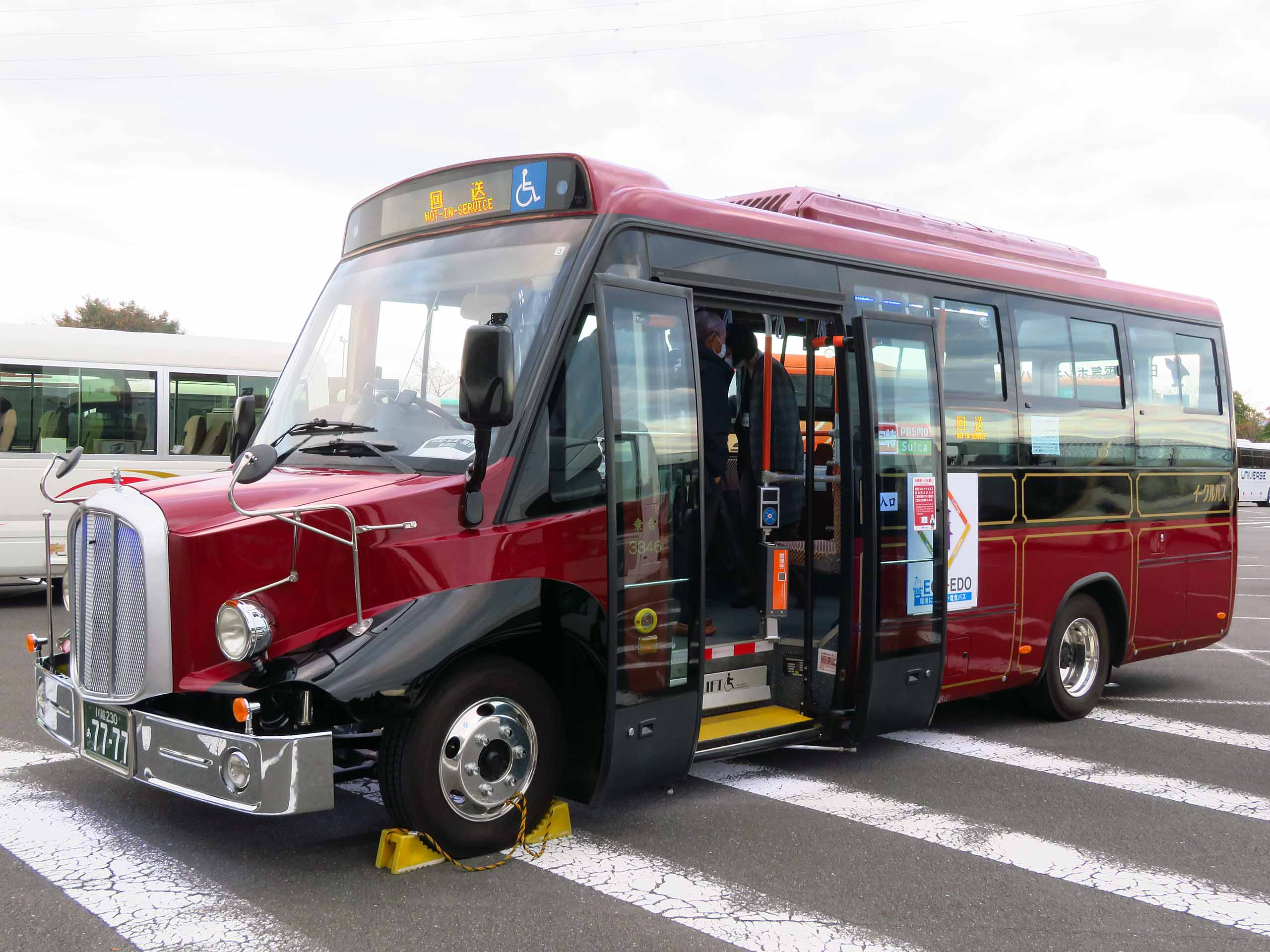
イーグルバスの電気ボンネットバス

- 2020年6月、オノエンジニアリングによりボンネットバス仕様に改造されたオノエンスター電気バスをイーグルバスに2台導入。「日本初の電気ボンネットバス」として紹介された[9]。
- 2021年4月、レスクルにイオンモール熱田巡回バス用の「オノエンスターEV 7m車」を1台導入[10]。
- 2022年7月、ボンネットEVバスを導入したイーグルバスが新たに「オノエンスターEV 7m車」を5台導入。車両はときがわ町が購入し、イーグルバスがリースする[11]。
- 2023年8月、イーグルバスが受託する城西大学スクールバスに「オノエンスターEV 10.5m車」を導入[12]。
- 2024年3月、芸陽バスが運行するスカイレールタウンみどり坂のシャトルバス「みどり坂タウンバス」に「オノエンスターEV 9m車」が8台導入された[13]。
- 2025年4月、丸建つばさ交通が受託運行を行う上尾市コミュニティバスにおいて「オノエンスターEV 7m車」が1台導入された[14]。

## 関連会社
- 株式会社ASIASTAR MOTOR COACH